# Hans-Ueli Kreuzer
Hans-Ueli Kreuzer (* 20. April 1950) ist ein ehemaliger Schweizer Skilangläufer. Er nahm an drei Olympischen Winterspielen und zwei nordischen Skiweltmeisterschaften teil und wurde neunmal Schweizer Meister, darunter ein Einzeltitel.

## Werdegang
Kreuzer, der für den SC Obergoms startete, nahm bis 1970 an Juniorenrennen teil. Dabei gewann er bei den Schweizer Juniorenmeisterschaften 1968 Gold mit der Staffel und 1969 Silber mit der Staffel. Bei den Schweizer Meisterschaften 1970 und 1971 holte er jeweils Bronze mit der Staffel. Nach dritten Plätzen in Splügen und Engelberg und Rang zwei beim Neujahrslauf in Jaun zu Beginn der Saison 1971/72 wurde er bei den Schweizer Meisterschaften 1972 Sechster über 15 km und Fünfter über 30 km und gewann mit der Staffel die Silbermedaille. Es folgten in Le Brassus der 12. Platz über 15 km und der zweite Rang mit der Schweizer Staffel. Beim Saisonhöhepunkt, den Olympischen Winterspielen 1972 in Sapporo, errang er den 34. Platz über 15 km. In der Saison 1972/73 siegte er beim  Neujahrslauf in Jaun und holte erstmals Gold bei den Schweizer Meisterschaften 1973 in Splügen mit der Staffel. Zudem errang er dort den neunten Platz über 15 km und belegte im Februar 1973 in Falun den 65. Platz über 30 km und beim Tatra-Pokal den 14. Platz über 15 km. Zu Beginn der folgenden Saison belegte er in Kastelruth den 13. Platz über 30 km und den 11. Rang über 15 km in Le Brassus. Bei den Schweizer Meisterschaften 1974 in Obergoms errang er den fünften Platz über 15 km und holte erneut Gold mit der Staffel. Er wurde daraufhin für die nordischen Skiweltmeisterschaften 1974 in Falun nominiert, wo er den 44. Platz über 30 km belegte. Im März 1974 lief er beim Engadin Skimarathon auf den vierten Platz und gewann erstmals den Gommerlauf. Nach Platz sechs über 15 km beim ersten internationalen Rennen in Davos zu Beginn der Saison 1974/75 wurde er Achter über 30 km in Kastelruth. Es folgten die Plätze 21 und 27 je über 15 km in Le Brassus und Reit im Winkl. Bei den Schweizer Meisterschaften 1975 holte er Gold mit der Staffel und über 15 km seinen einzigen Einzeltitel. Zu Beginn der Saison 1975/76 kam er in Davos auf den 19. Platz über 15 km und auf den ersten Rang beim Nachtlanglauf Im Fang und wurde erstmals Walliser Meister über 15 km. Beim Saisonhöhepunkt, den Olympischen Winterspielen 1976 in Innsbruck, errang er den 50. Platz über 30 km und reiste nach Nichtberücksichtigung für den 15-km-Lauf ohne Absprache vorzeitig ab. Dies führte dazu, dass ihn der Schweizer Skiverband bis Mitte April 1976 für internationale und nationale Rennen des Verbandes sperrte, sodass er nicht an den Schweizer Meisterschaften 1976 teilnehmen durfte. Anfang März 1976 gewann er zusammen mit Konrad Hallenbarter den Obergommerlauf.
Nach Platz sieben in Davos über 15 km und Rang eins über 30 km in Oberwald zu Beginn der Saison 1976/77 gewann Kreuzer bei den Schweizer Meisterschaften 1977 in Einsiedeln Silber über 15 km und Gold mit der Staffel. Im März 1977 wurde er Dritter beim Engadin Skimarathon. Im folgenden Jahr holte er bei den Schweizer Meisterschaften Bronze über 30 km und Gold mit der Staffel und belegte bei den nordischen Skiweltmeisterschaften 1978 in Lahti den 18. Platz über 15 km und den fünften Rang zusammen mit Franz Renggli, Edi Hauser und Gaudenz Ambühl in der Staffel. Zudem triumphierte er zum dritten Mal beim Gommerlauf. In der Saison 1978/79 gewann er bei den Schweizer Meisterschaften 1979 wie im Vorjahr Bronze über 30 km und Gold mit der Staffel und belegte in Falun mit der Schweizer Staffel den zweiten Platz. Nach Platz fünf in Davos über 15 km zu Beginn der Saison 1979/80 siegte er beim nationalen Rennen in Pontresina und in Le Brassus mit der Schweizer Staffel und belegte in Reit im Winkl den 36. Platz über 15 km. Bei den Schweizer Meisterschaften 1980 in Lenk wurde er Zehnter über 50 km, Vierter über 30 km und Meister mit der Staffel und lief bei den Olympischen Winterspielen 1980 in Lake Placid auf den 32. Platz über 15 km und zusammen mit Konrad Hallenbarter, Edi Hauser und Gaudenz Ambühl auf den siebten Rang in der Staffel. Im März 1980 siegte er beim Gommerlauf und errang beim Engadin Skimarathon den 15. Platz. Nach der Saison 1979/80 beendete er seine internationale Karriere und war in den folgenden Jahren national weiterhin aktiv. Dabei wurde er 1981 nochmals Staffelmeister und gewann von 1981 bis 1983 dreimal den Gommerlauf. In der Saison 1983/84 und 1984/85 war er Nationaltrainer der Schweizer Skilangläufer und in der Saison 1987/88 Chef der Skilangläufer.

## Erfolge

### Teilnahmen an Weltmeisterschaften und Olympischen Winterspielen

#### Olympische Winterspiele
- 1972 Sapporo: 34. Platz 15 km
- 1976 Innsbruck: 50. Platz 30 km
- 1980 Lake Placid: 7. Platz Staffel, 32. Platz 15 km

#### Nordische Skiweltmeisterschaften
- 1974 Falun: 44. Platz 30 km
- 1978 Lahti: 5. Platz Staffel, 18. Platz 15 km

### Medaillen bei nationalen Meisterschaften
- 1970: Bronze mit der Staffel
- 1971: Bronze mit der Staffel
- 1972: Silber mit der Staffel
- 1973: Gold mit der Staffel
- 1974: Gold mit der Staffel
- 1975: Gold mit der Staffel, Gold über 15 km
- 1977: Gold mit der Staffel, Silber über 15 km
- 1978: Gold mit der Staffel, Bronze über 30 km
- 1979: Gold mit der Staffel, Bronze über 30 km
- 1980: Gold mit der Staffel
- 1981: Gold mit der Staffel
- 1983: Bronze mit der Staffel

### Siege bei Skilanglaufrennen
- 1974, 1976, 1978, 1980, 1981, 1982, 1983: Gommerlauf, 21 km